# Ulrichshorn
De Ulrichshorn is een bergtop in de Mischabelgroep in het kanton Wallis in Zwitserland. De berg is vernoemd naar de eerste beklimmer, Melchior Ulrich uit Zürich.
Met een hoogte van 3925 meter is het een goed uitzichtpunt, met name op de noordoostwand van de Lenzspitze. De top van de berg kan via de Mischalbelhütte (Hohbalmgletsjer) en de Bordierhütte (Riedgletsjer) over gletsjers bereikt worden. Vanuit de Bordierhütte wordt de berg vaak overschreven om via het Windjoch naar de top van de Nadelhorn te klimmen.
Er bestaat ook een Ulrichshorn in Tirol, Oostenrijk.